# Wilhelmstraße 2 (Hannover)

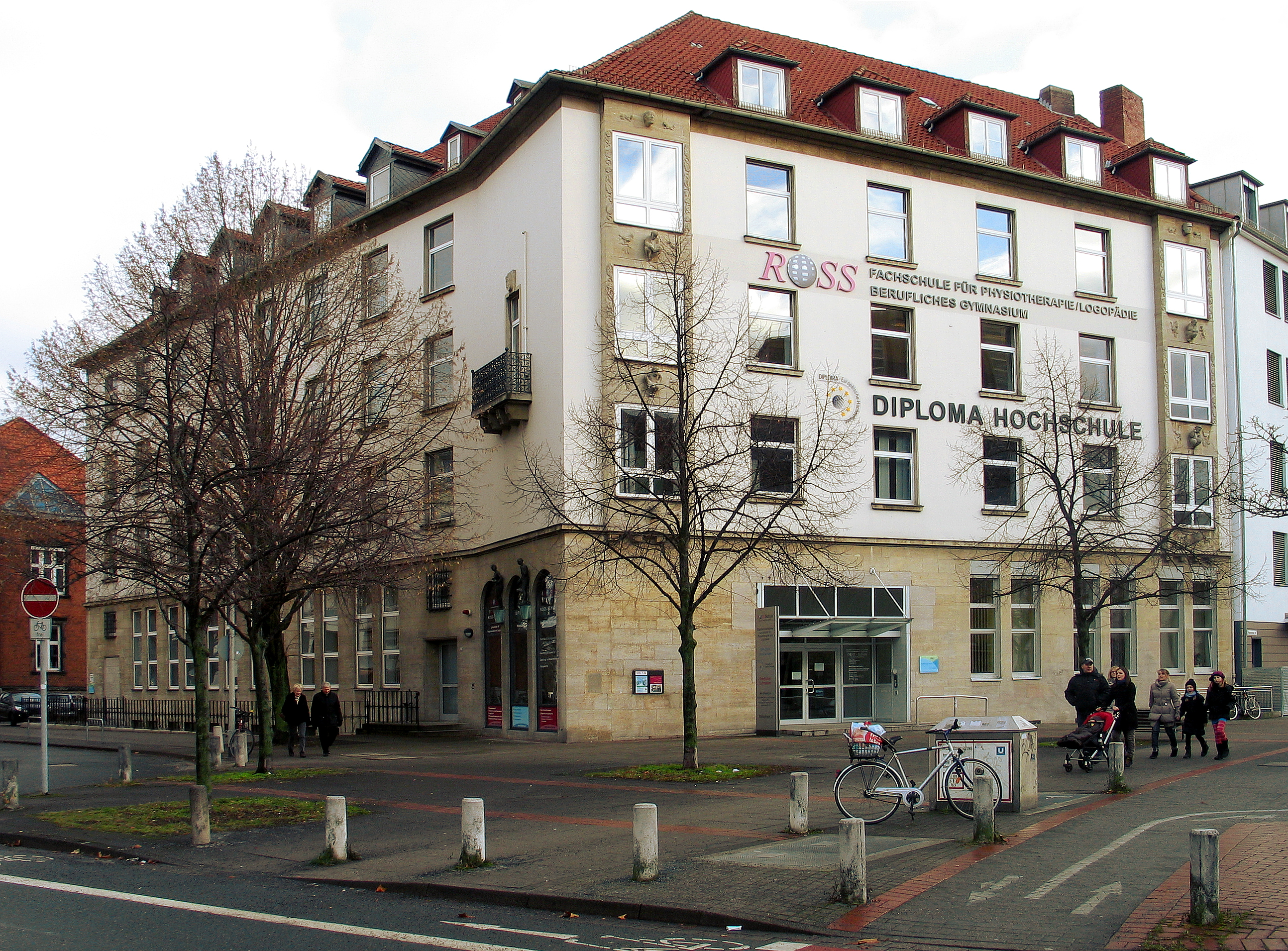
Die Zier- und Schmuckelemente der Fassade am Gebäude der heutigen Ross Fachschule und Diploma Hochschule sind vor allem im Winter hinter Bäumen zu erkennen.

Im Hause Wilhelmstraße 2 in Hannover befindet sich die Ross Schule, sowohl die gleichnamige Lehranstalt für Logopädie wie auch das Fachgymnasium mit dem Schwerpunkt Technik. Die Bildungseinrichtung steht in Trägerschaft der gemeinnützigen B. Blindow-Schulen GmbH mit Sitz in Bückeburg. Das Gebäude mit einer heutigen Schulungsfläche von rund 3000 Quadratmetern befindet sich im Stadtteil Südstadt der niedersächsischen Landeshauptstadt an der Hildesheimer Straße, Ecke Höltystraße.

## Geschichte und Baubeschreibung
Nachdem schon zur Zeit des Deutschen Kaiserreichs nach einem Architektenwettbewerb aus 86 eingereichten Entwürfen die Pläne des Architekten Karl Siebrecht für das Gebäude der Sparkasse des Landkreises Lüneburg den 1. Preis erhalten hatten und in den Jahren 1911 bis 1912 dieses Gebäude in Lüneburg Auf dem Meere 1–2 errichtet worden war, errichtete Siebrecht rund ein Vierteljahrhundert später zur Zeit des Nationalsozialismus im Jahr 1937 in Hannover an der damaligen Höltystraße, Ecke Wilhelmstraße, nahe dem Aegidientorplatz den Neubau für die Hauptverwaltung der Sparkasse des Landkreises Hannover. Ähnlich wie auch andere (Sparkassen)-Gebäude in Hannover schuf Siebrecht auch diesen Bau gemeinsam mit seinem Bruder unter dem Namen Gebrüder Siebrecht.
Das Eckgebäude folgt mit seinen Außenfassaden dem Verlauf von drei Straßen, darunter der Wilhelmstraße, die seinerzeit von vornehmen Einfamilienhäusern mit großen umgebenden Gärten geprägt war. Am Treffpunkt der drei Straßen weist das Portal mit drei hohen Rundbogen in Richtung der Höltystraße. Von dort aus ist auch der Blickfang mit allen kunstgewerblichen Arbeiten an der ansonsten als sachlich und ernst beschriebenen Fassade zu sehen. Zwei gegossene Skulpturen, der Handelsgott Merkur und eine Frauengestalt, stehen offenbar für Handel und Fleiß sowie für die Sparsamkeit. Vor einem schmal vorgezogenen Erker findet sich im zweiten Obergeschoss ein Balkon mit einem reich verzierten Gitter. An der ansonsten nüchternen Schauseite zur Hildesheimer Straße ist ebenfalls ein nur wenig vorgezogener Erker zu erkennen, auf dem sich aus Sandstein geformte Figuren und gehauene Blumengewinde finden: Diese Bauplastik stammt aus der Hand des Bildhauers Ludwig Vierthaler.
Von den verschiedenen Gittern des Hauses stammt das mit den Tier- und Pflanzenornamenten in der ehemaligen Kassenhalle wiederum von den Gebrüdern Siebrecht. Das lichtdurchlässige und zugleich stützende Werk wurde jedoch durch den Schmiedemeister Krückeberg in Hannover ausgeführt.
Noch in der Mitte der 1960er Jahre diente das Haus an der Wilhelmstraße der Sparkasse des Landkreises Hannover.